# Lutjanus griseus
El pargo gris (Lutjanus griseus) es una especie de peces de la familia Lutjanidae en el orden de los Perciformes.

## Morfología
Los machos pueden llegar alcanzar los 89 cm de longitud total.

## Alimentación
Come principalmente de noche peces pequeños, gambas, cangrejos, gasterópodos, cefalópodos y plancton.

## Depredadores
Es depredado por Gymnothorax Moringa, Gymnothorax fúnebres (los  Estados Unidos) y Sphyraena barracuda (Estados Unidos).

## Hábitat
Es un pez de mar de clima subtropical y asociado a los  arrecifes de coral que vive entre 5-180 m de profundidad.

## Distribución geográfica
Se encuentra desde Massachusetts (Estados Unidos) y Bermuda hasta  Río de Janeiro (Brasil), incluyendo el Golfo de México, las Indias Occidentales y el Mar Caribe.